# Chullo

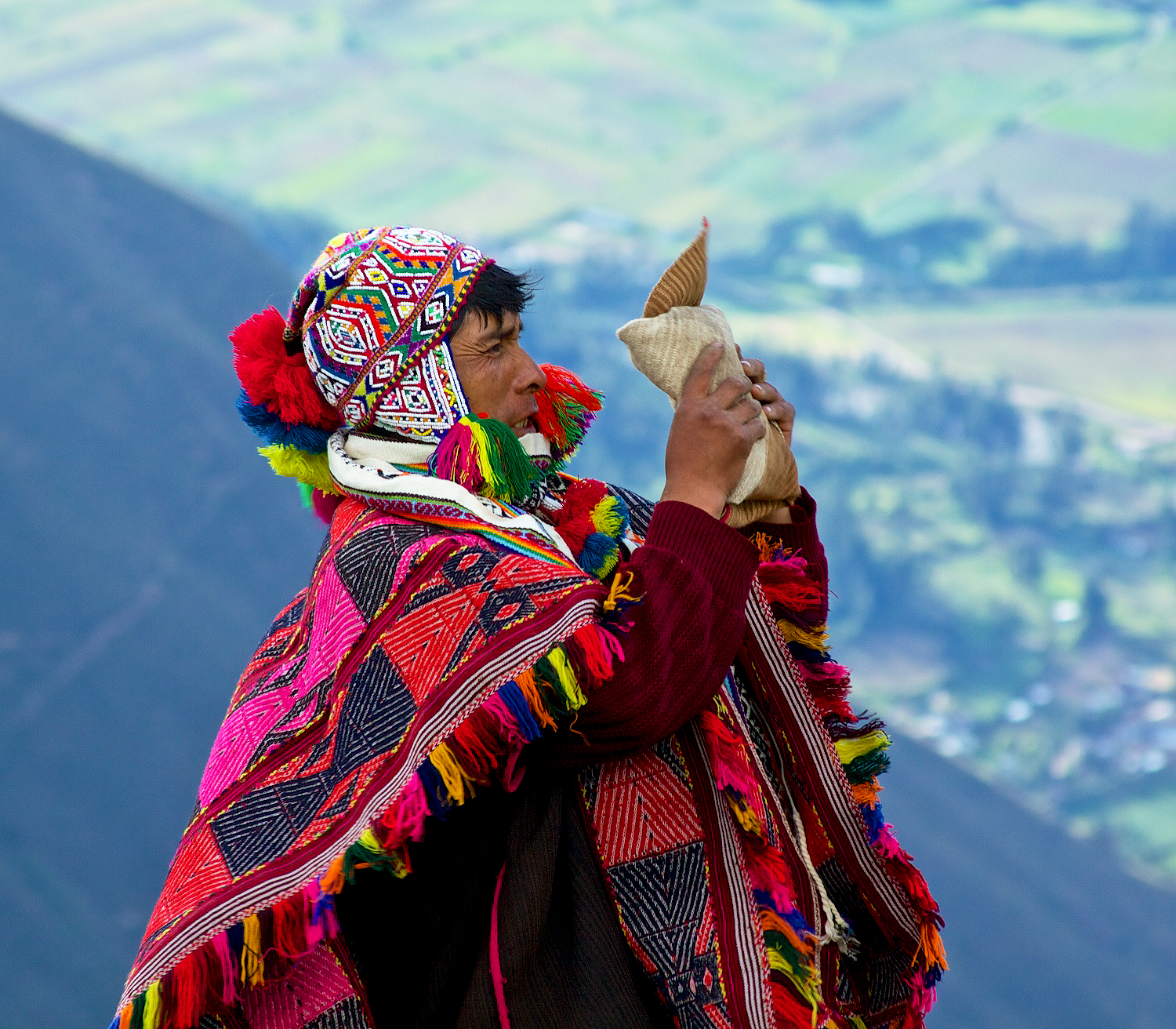
Religiös quechua-ledare, iklädd chullo och poncho, kallar på bergsandarna Apu.

En chullo är en mössa med öronlappar gjord av vikunja-, alpacka-, lama- eller fårull. De har burits av ursprungsbefolkningen i Anderna i flera årtusenden. Alpackafleece har ullliknande egenskaper som hjälper till att isolera huvudet från de svårt kalla förhållandena i andinska bergsregionen. Chullos har ofta öronlappar som kan knytas under hakan, för att värma ytterligare.